# Aleš Loprais

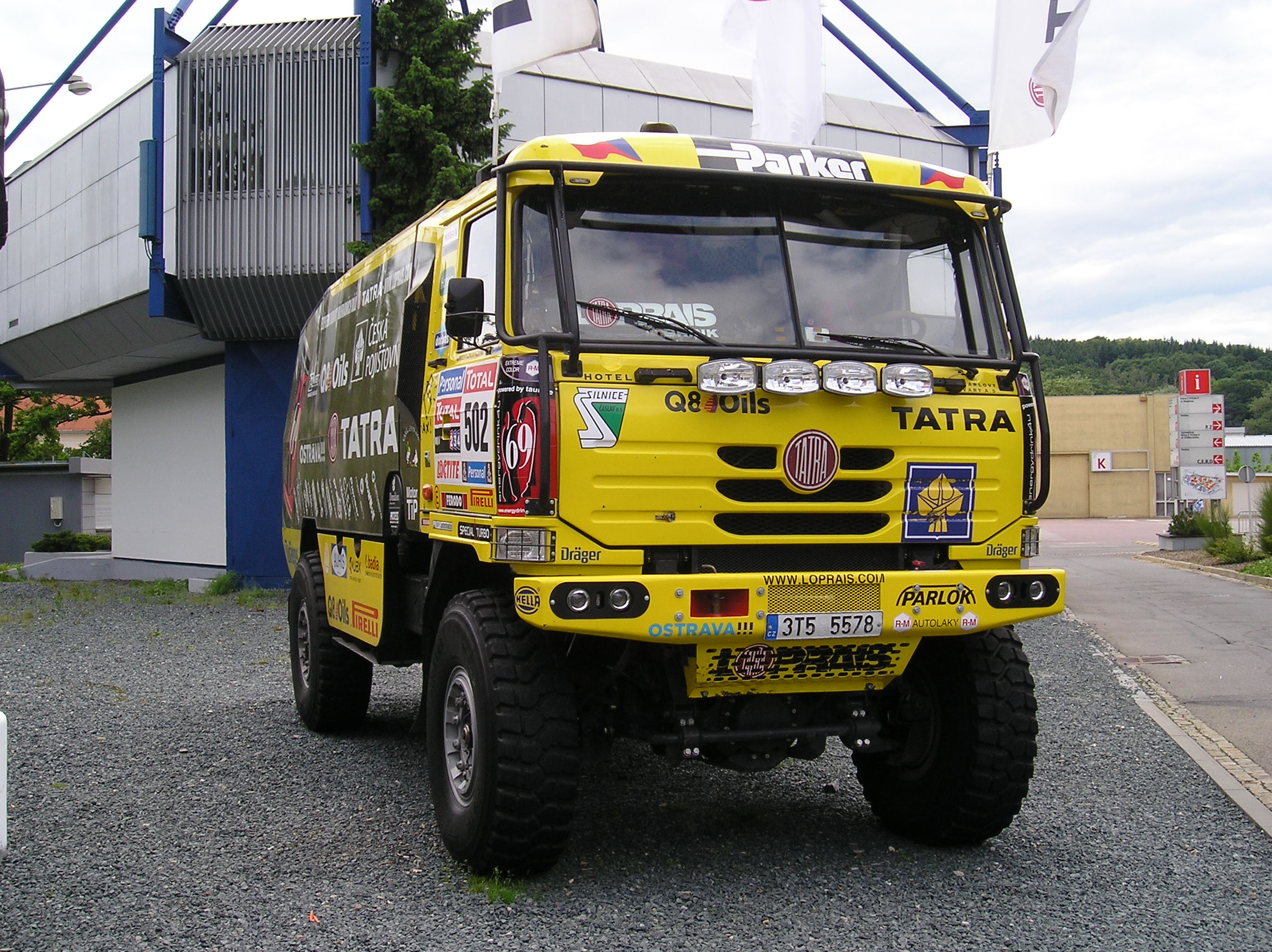
Aleš Loprais’ Tatra 815, den er bei der Rallye Dakar 2009 fuhr

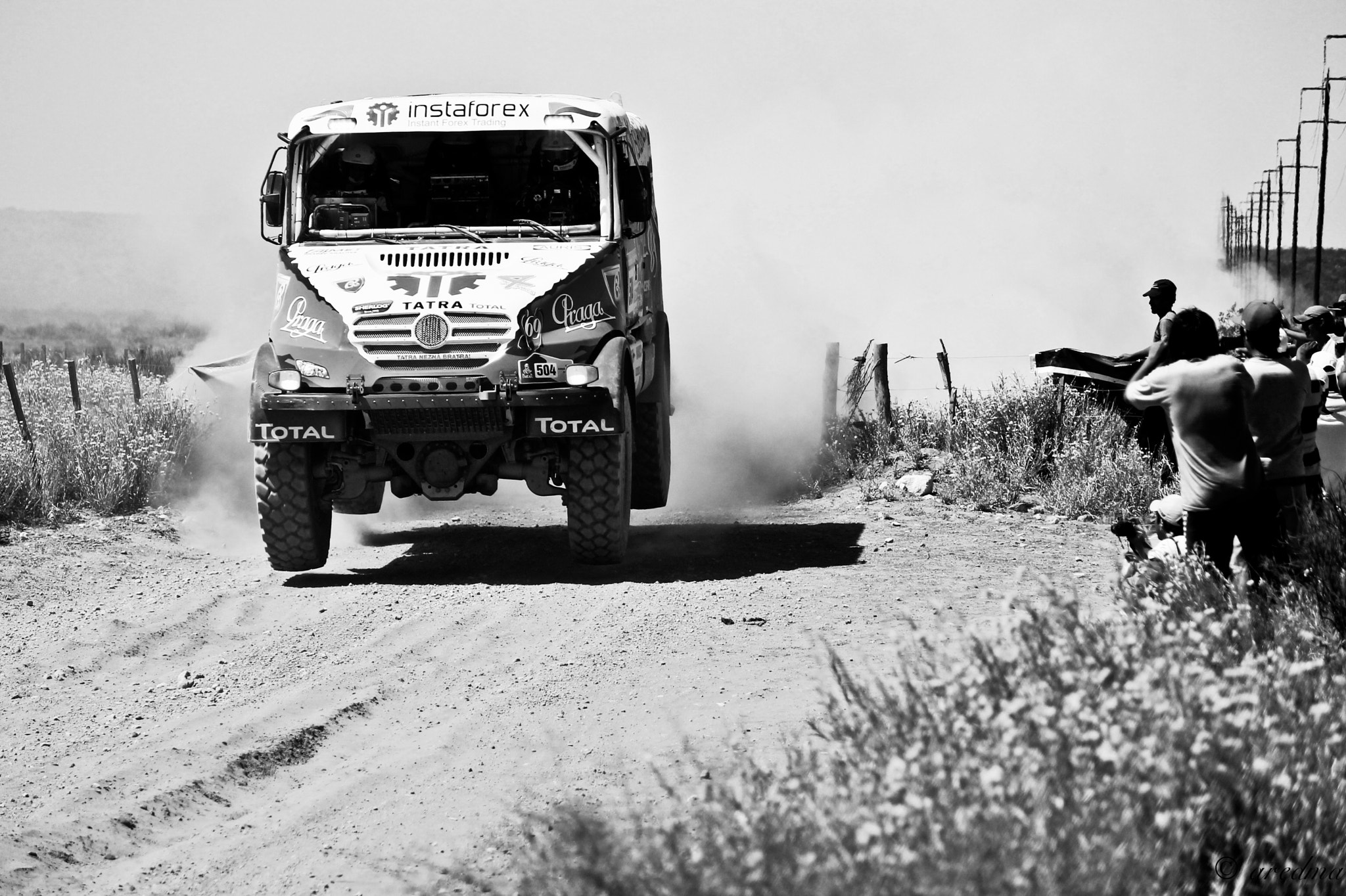
Aleš Loprais bei der Rallye Dakar 2014

Aleš Loprais (* 10. Januar 1988 in Olmütz) ist ein tschechischer Rallyefahrer, der vor allem für seine Teilnahmen an der Rallye Dakar in der Klasse der LKWs bekannt ist.

## Karriere
Aleš Loprais ist der Neffe des tschechischen Rallye-Raid-Fahrers Karel Loprais. Mit ihm nahm er erstmals 2006 noch als Navigator an der Rallye Dakar 2006 teil und fährt als Fahrer von 2007 bis 2019 auf Tatra und seit 2020 auf Praga V4S DKR. Aleš Loprais nimmt seit 2006 regelmäßig an der Rallye Dakar teil und hat mehrere Etappensiege bei verschiedenen Ausgaben erzielt. Sein bestes Gesamtergebnis bei der Rallye Dakar war der dritte Platz in der Gesamtwertung im Jahr 2007 und bei der Ausweichveranstaltung, der Mitteleuropa-Rallye, 2008. Im Jahr 2011 war er der Gewinner der Silk Way Rally und 2018 Gewinner der Morocco Desert Challenge in der LKW-Klasse. Zur Rallye Dakar 2023 war Loprais von Anfang an und bis zur neunten Etappe Führender in der Gesamtwertung der LKW. Während der neunten Etappe am 10. Januar 2023 erfasste sein LKW einen italienischen Zuschauer, der für Loprais nicht sichtbar hinter einer Düne stand. Der zunächst nur verletzte Zuschauer erlitt später auf dem Weg ins Krankenhaus einen Herzinfarkt, an dem er starb. Loprais zog sich daraufhin vom Rennen zurück.

## Rallye Dakar Erfolge
| Jahr | Fahrzeug      | Gesamtplatzierung | Etappensiege |
| ---- | ------------- | ----------------- | ------------ |
| 2007 | Tatra         | 3.                | 1            |
| 2008 | Tatra         | 3.                | 1            |
| 2013 | Tatra         | 6.                | 1            |
| 2014 | Tatra         | 6.                | 2            |
| 2015 | MAN           | 4.                | 1            |
| 2017 | Tatra         | 7.                | 0            |
| 2019 | Tatra         | 5.                | 0            |
| 2020 | Praga V4S DKR | 7.                | 0            |
| 2021 | Praga V4S DKR | 5.                | 0            |
| 2022 | Praga V4S DKR | 21.               | 0            |
| 2023 | Praga V4S DKR | DNF               | 9            |

## Silk Way Rally Erfolge
| Jahr | Fahrzeug | Gesamtplatzierung | Etappensiege |
| ---- | -------- | ----------------- | ------------ |
| 2009 | Tatra    | 3.                |              |
| 2010 | Tatra    | 4.                |              |
| 2011 | Tatra    | 1.                |              |
| 2012 | Tatra    | 4.                |              |
| 2013 | Tatra    | 21.               |              |
| 2017 | Tatra    | DNF               |              |